# Hacia Club de Mbedumu
El Hacia Club de Mbedumu es un equipo de fútbol de Guinea Ecuatorial que juega en la Primera División de Guinea Ecuatorial, la primera categoría de fútbol en el país.

## Historia
Fue fundado en 2013 en el poblado de Mbedumu, en Ebibeyin, distrito de la zona continental del país.
En la temporada 2021/2022 estuvieron en la Primera División, pero acabaron descendiendo tras quedar en última posición en el campeonato.
En la temporada 2023-2024, el club fue promovido a la primera división, tras quedar tercero en la segunda división de la región continental, por debajo del Akurenam FC.

## Estadio
Juega sus partidos en el estadio La Libertad de Bata, ubicados en la ciudad de mismo nombre.